# World of Subways
World of Subways ist eine Serie von U-Bahn-Simulatoren von TML-Studios. Es wurden vier Teile, sogenannte „Volumes“ veröffentlicht. Jedes Volume (dt. Band bzw. Teil) hat eine Strecke mit eigenen Fahrzeugen in einer anderen Stadt. Volume 1 hat mit rund 22,21 km befahrbarer Gleise die kürzeste Strecke im Gegensatz zu den drei anderen Teilen. Volume 1, 2 und 4 wurden in Deutschland auch unter dem Titel U-Bahn Simulator veröffentlicht, während Teil 3 als London Underground Simulator betitelt wurde.

## World of Subways Volume 1: The PATH
Volume 1 wurde am 20. September 2008 veröffentlicht und findet im Bundesstaat New York in Amerika statt und zwar im PATH (Port Authority Trans-Hudson)-System. Mit einer Streckenlänge von 22,2 km (13,8 mi) und 13 Stationen, verbindet es das Innenstadtgebiet im Bezirk Manhattan in New York City und ein paar Städte im Staat New Jersey. Die verfügbaren Fahrzeuge sind die instandgesetzten Typen PA-2 von der St. Louis Car Company und PA-3 von Hawker-Siddeley sowie der nicht instandgesetzte Typ PA-4 von Kawasaki Heavy Industries.
Es wurde auch ein Erweiterungspack (Add-on) mit fünf neuen Missionen und zusätzlichen Optionen veröffentlicht.

## World of Subways Volume 2: U7 – Berlin
Der zweite Teil erschien im Februar 2009.
Volume 2 findet im Netz der U-Bahn Berlin auf der U-Bahn-Linie 7 statt. Die Linie U7 ist eine der 6 Großprofillinien in Berlin und mit 31,8 km (19,8 mi) und 40 Stationen zwischen dem U-Bahnhof Berlin-Spandau und dem U-Bahnhof Rudow die längste U-Bahn-Linie Berlins. Volume 2 ist der einzige Teil, bei dem die ganze Strecke unterirdisch verläuft. Die verfügbaren Fahrzeuge sind der Typ F-90 der BVG-Baureihe F und der Typ H01 der BVG-Baureihe H.

## World of Subways Volume 3: London Underground Circle Line
Der dritte Teil der Reihe wurde von Aerosoft und Excalibur Publishing am 25. Mai 2011 veröffentlicht.
Volume 3 bringt den Spieler nun in die englische Hauptstadt London. Der Spieler fährt hier die Circle Line der London Underground. Die Circle Line ist eine reine Ringlinie und ist 27 km (16,8 mi) lang, besitzt 35 Stationen mit der Übernahme des Streckenastes nach Hammersmith und ist nach der Waterloo & City Line mit nur 2,4 km Länge eine der kürzesten U-Bahnen der London Underground. Die Circle Line verläuft in zwei Richtungen: „Inner Rail“ (im Gegenuhrzeigersinn, Edgware Road – Hammersmith) und „Outer Rail“ (im Uhrzeigersinn, Hammersmith – Edgware Road).
Im Gegensatz zu den anderen zwei Teilen hat der Spieler die Möglichkeit, sich in der Third-Person-View zu bewegen und die Bahnhöfe zu erkunden, der Führerstand jedoch bleibt in der First-Person-View. Es gibt wie bei den anderen Teilen keine Außenansicht und der Spieler kann auch in andere Züge der Circle-Line einsteigen. Im Spiel werden noch die District Line und die Hammersmith & City Line simuliert, jedoch kann man in diese Linien nicht einsteigen. Der einzige verfügbare Fahrzeugtyp ist der London Underground C69 Stock. Der London Underground D78 Stock ist im Spiel enthalten, kann vom Spieler jedoch nicht gefahren werden. Der C-Stock wurde zwischen Januar 2013 und Juni 2014 durch den London Underground S Stock ersetzt. Der D-Stock wurde in den Jahren 2015 bis 2017 durch den S-Stock ersetzt.

## World of Subways Volume 4: New York Line 7
Für Volume 4 war als eigentlicher Ort Paris geplant, doch es gab Probleme mit der Regierung, sodass das Releasedatum verschoben werden musste. Später gab TML bekannt, dass der 4. Teil in New York City auf der Linie 7 spielen wird.
Das Spiel erschien schließlich am 2. April 2015 und spielt im Zeitraum der 1970er/1980er Jahre, als die sogenannten Redbirds der Baureihen R33WF und R36WF noch in Betrieb waren. Die Linie 7 fährt von Flushing in Queens, unter dem East River hindurch zum Times Square in das pulsierende Herz New Yorks. Die 15 km der Linie 7 mit ihren 21 Stationen verlaufen überwiegend oberirdisch.